# 少耙白魚
少耙白魚（学名：Anabarilius paucirastellus），為輻鰭魚綱鯉形目鲴科白魚属的其中一種。分布於亞洲中國紅河流域，本魚身體有一條灰白的縱向斑紋與分散的深色斑點，棲息在溪流底中層水域，生活習性不明。

## 扩展阅读
維基物種上的相關：少耙白魚